# Счастливая деревня
«Счастливая деревня» — грузинско-британский фильм-притча 1992 года.

## Сюжет
Действие фильма происходит в наркологическом диспансере. Авторы фильма с добрым юмором к соотечественникам попытались рассказать о современной Грузии.

## В ролях
- Зураб Кипшидзе
- Леван Абашидзе
- Ж. Кристесашвили
- Л. Гоциридзе
- И. Кордзаия